# Cricotopus pilocapsulus
Cricotopus pilocapsulus är en tvåvingeart som beskrevs av Ole Anton Saether 1981. Cricotopus pilocapsulus ingår i släktet Cricotopus och familjen fjädermyggor. Inga underarter finns listade i Catalogue of Life.